# Wurdastom
Wurdastom je biljni rod iz porodice melastomovki smješten u tribus Cyphostyleae. Raširen je po Južnoj Americi, Kolumbija, Ekvador i Peru. Postoji osam priznatih vrsta koje su izvdvojene iz roda Alloneuron i uključene u ovaj novi rod
Rod je opisan 1996.

## Vrste
1. Wurdastom bullata (Wurdack) B.Walln.
2. Wurdastom cuatrecasasii (Wurdack) B.Walln.
3. Wurdastom dorrii (Wurdack) B.Walln.
4. Wurdastom dudleyi (Wurdack) B.Walln.
5. Wurdastom ecuadorensis (Wurdack) B.Walln.
6. Wurdastom hexamera (Wurdack) B.Walln.
7. Wurdastom sneidernii (Wurdack) B.Walln.
8. Wurdastom subglabra (Wurdack) B.Walln.